# Icke av bröd allena
Icke av bröd allena, Niet bij Brood Alleen (NBBA) var en radikal kristen arbetsgrupp inom det nederländska partiet Kristdemokratisk appell, uppkallad efter bibelordet i Matteusevangeliet 4:4.
Delar av gruppen gick 1981 samman med Evangelische Progressieve Volkspartij och avhoppare från Antirevolutionära partiet och bildade Evangeliska Folkpartiet.